# Los Hitters
Los Hitters son un grupo mexicano de rock and roll, a go-gó y balada. Formado a finales de 1964, llegando a tener varios éxitos, la mayoría covers de éxitos estadounidenses.

## Historia
El grupo inicia en el norte de México a finales de 1964, influidos por la música juvenil que escuchaban en la frontera. Al llegar a la Ciudad de México y superando las dificultades firman para la disquera Orfeón en 1965, en su primer LP se incluyen temas como "Hey Lucy" que sería el tema de "Lupe" que el vocalista "Menny" le cambio el nombre por de su esposa la cual era una de la chicas de Orfeon "a go-go".
Durante los años de 1965 hasta 1969, tuvieron varios éxitos en español: "Hanky Panky" éxito original y número uno de Tommy James and the Shondells", "Todos aman a un payaso" de Gary Lewis and the Playboys", "Un hombre respetable" "Ahora estoy solo". "Alto más alto".
Aparecen en programas de televisión como "Orfeón a Go-Go", "Operación Ja-Ja" con Manuél "El Loco" Valdez y varios programas más.
Siempre con la voz y dirección de su cantante Manuél "Menny" Muñoz, Virgilio Vázquez "Gilo" (bajista), Adolfo Valero "Fito" (baterista), José María Serrano "El Panda" (tecladista), Armando de la Torre "Jenrruchito" (teclados) y Kelly (Guitarrista). Actuando continuamente y hasta la fecha por todo el territorio Mexicano, el sur de E.U.A., varios países de Centroamérica, en caravanas rocanroleras, en bares y restaurantes, delegaciones del Distrito Federal y siempre cosechando triunfos.

## Discografía
Graban por lo menos 3 LP con su compañía y algunos discos EP (de 4 canciones). La alineación del grupos se modifica hacia 1968 conociéndose entonces como "Meny y sus Hitters", grabando para la misma compañía. Su saxofonista Rodolfo "El Zorro" Tovar por su parte forma el grupo "Los Zorros".

## Éxitos
- Un hombre respetable (A Well Respected Man)
- Milagro de Amor
- Hanky Panky
- Ahora estoy solo (I Think We're Alone Now)
- Todos aman a un payaso
- Hierba verde 
- Alto más alto
- La tierra de las mil danzas

## Otras grabaciones
- Dandy
- Señor Marciano
- Lo que hay que aguantar
- Te crees mucho
- Ven a mi